# Slag bij Monett's Ferry
De Slag bij Monett's Ferry vond plaats op 23 april 1864 in Natchitoches Parish Louisiana tijdens de Amerikaanse Burgeroorlog. Het Noordelijke leger onder leiding van generaal-majoor Nathaniel P. Banks steekt met succes een rivier over en verjaagd de Zuidelijken op de andere oever.

## Achtergrond
Na de Slag bij Mansfield en de Slag bij Pleasant Hill trokken de Noordelijken zich terug. Grand Ecore, Louisiana werd geëvacueerd en het leger marcheerde af richting Alexandria, Louisiana. Ze werden achtervolgd door Zuidelijke eenheden.

## De slag
De Noordelijke voorhoede, onder leiding van brigadegeneraal Willima H. Emory botste in de vroege ochtend van 23 april bij Monett’s Ferry op een Zuidelijke cavaleriedivisie onder leiding van brigadegeneraal Hamilton P. Bee. Bee diende de Noordelijke oversteek van de rivier te verhinderen. Hij stelde zijn eenheden op zodat, dankzij de natuurlijke elementen, zijn beide flanken goed verankerd lagen. Emory zou de sterke Zuidelijke linie niet rechtstreeks aanvallen. Hij voerde een schijnaanval uit en stuurde twee brigades eropuit om een andere oversteekplaats te vinden. Eén brigade vond een doorwaadbare plaats en stak de rivier over. Deze brigade viel de Zuidelijken aan in de flank. Bee moest zich terug trekken. Toen de hoofdmacht de rivier bereikte, liet Banks een pontonbrug aanleggen. De rest van het Noordelijke leger kon ongehinderd oversteken.

## Gevolgen
Opnieuw misten de Zuidelijken een kans om het terugtrekkende Noordelijke leger tegen te houden en te vernietigen. De Zuidelijken verloren 400 soldaten tegenover 200 voor de Noordelijken.